# Dactylispa montana
Dactylispa montana es una especie de insecto coleóptero de la familia Chrysomelidae. Fue descrita científicamente en 1933 por Uhmann.